# Clotilde en robe de soirée
Clotilde en robe de soirée  est une peinture à l'huile sur toile de Joaquín Sorolla de 150 × 105 cm. Datée de 1910, fait partie du legs constitutif du Musée Sorolla de Madrid où elle est exposée.
Le tableau est un portrait de son épouse Clotilde García del Castillo, le buste redressé, avec le bras gauche à la ceinture. Elle est assise sur un fauteuil en damas rose et sur l'accoudoir duquel est négligemment posé un châle blanc. Le fond du tableau est également rose. Clotilde porte une fleur blanche dans ses cheveux et un collier de perles au cou, elle est vêtue d'une robe de soirée, noire et décolletée, qui démontrent la bonne situation sociale de la famille. Sorolla achetait souvent des vêtements et des accessoires très à la mode, lors de ses voyages à l'étranger, qu'il représente dans les portraits,.
Il s'était marié avec Clotilde en 1888, et elle était devenue son principal modèle, représentée dans nombre d’œuvres, depuis les premiers temps de son mariage jusqu'à la maturité du couple, dans de nombreuses poses et environnements, seule ou avec l'un de leurs enfants. Ces portraits ont servi de brouillons au peintre pour réaliser des commandes de ses clientes ainsi qu'à expérimenter de nouvelles approches. Sorolla réalisa plus de 70 portraits de son épouse Clotilde, dont : Clotilde en robe noire (1906), Clotilde García del Castillo, Clotilde avec mantille noire, Clotilde avec un chat et un chien, Clotilde en blanc, Clotilde à la plage, Clotilde assise sur un canapé, Profil de Clotilde, Clotilde en robe grise,. 